# Skådespelarstrejken i Hollywood 2023

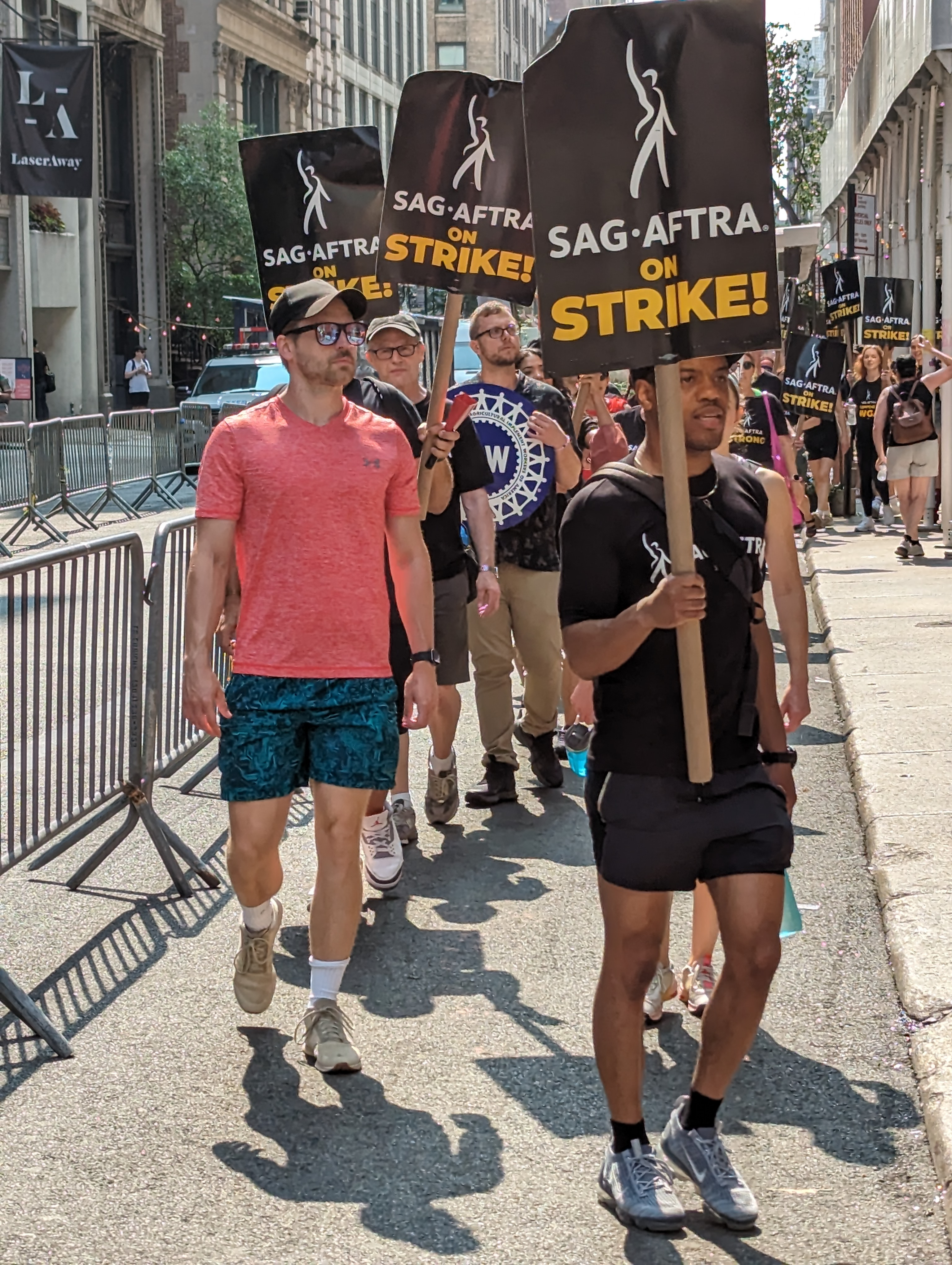
Sag-Aftra strejkande utanför Netflix huvudkontor i New York, juli 2023.

Skådespelarstrejken i Hollywood var en strejk som organiserades av Sag-Aftra, det amerikanska facket inom underhållnings- och journalistikbranschen. Strejken startade den 14 juli 2023, då facket meddelade att man skulle gå med i manusförfattarstrejken som redan pågick sedan maj samma år. Skådespelarstrejken avslutades efter 118 dagar, den 9 november 2023. Under tiden som strejken varade så stoppades flera pågående film- och TV-produktioner.
Strejken resulterade i nya avtal som innebar bland annat högre minimilön för medlemmar, royalties för program och serier när de strömmas, och nya regler för användning av artificiell intelligens. Som den längsta strejken i Sag-Aftras historia resulterade även dess kombinerade inverkan med manusförfattarstrejken i en förlust av 45 000 jobb, och uppskattningsvis $6,5 miljarder i förlust för ekonomin i södra Kalifornien.
Det var första gången sedan 1960 som manusförfattare och skådespelare i USA gick ut i strejk samtidigt.